# Lansac (Pirenéus Orientais)
Lansac (em catalão:  Lançac) é uma comuna francesa na região administrativa da Occitânia, no departamento dos Pirenéus Orientais. Estende-se por uma área de 5.20 km², e possui 90 habitantes, segundo o censo de 2018, com uma densidade de 17 hab/km².